# Уляшов, Владимир Сергеевич
Владимир Сергеевич Уляшов (5 июля 1914, Нижний Новгород — 2003) — советский архитектор. Соавтор проекта здания МХАТ на Тверском бульваре Москвы.

## Биография

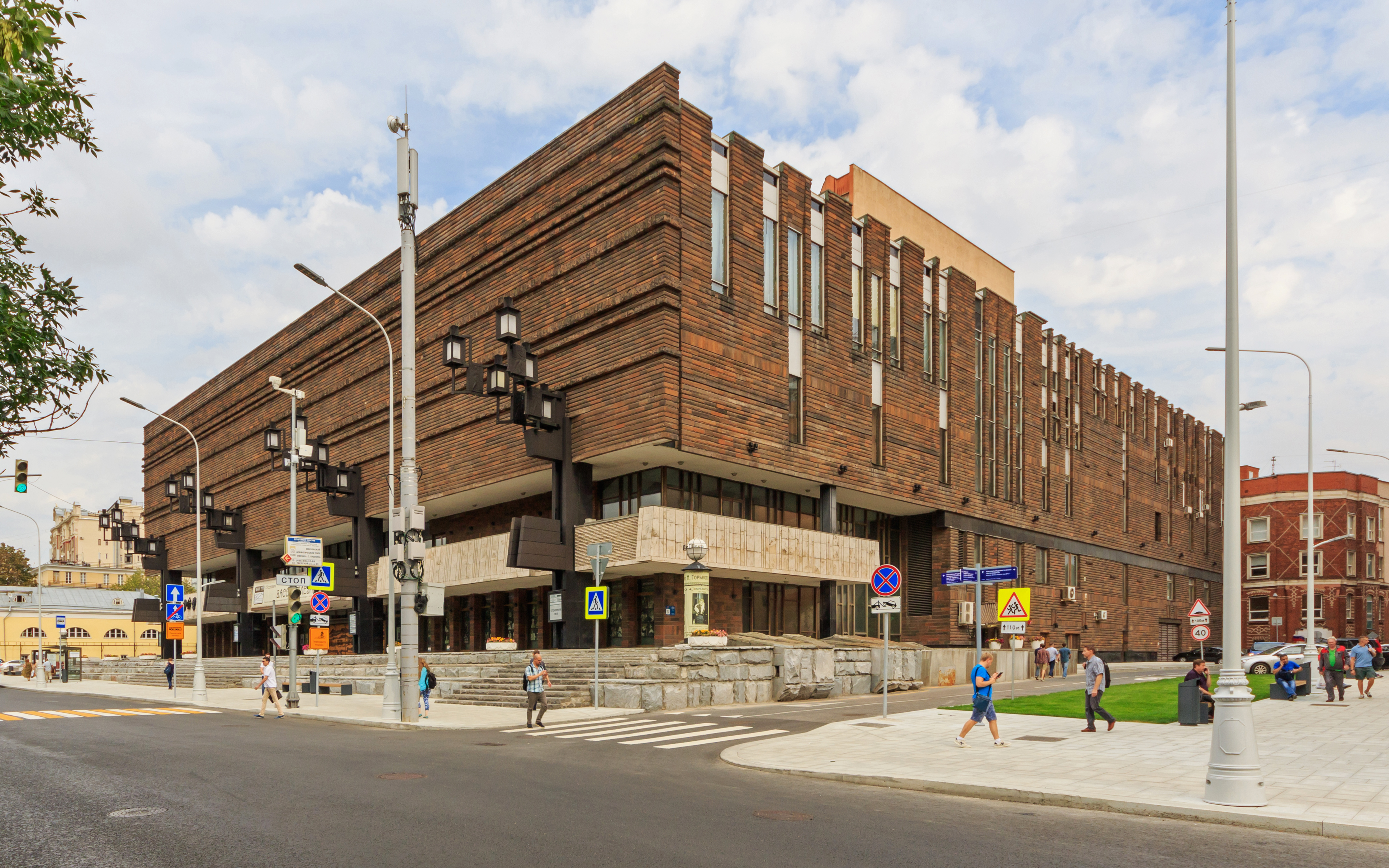
Здание МХАТ на Тверском бульваре

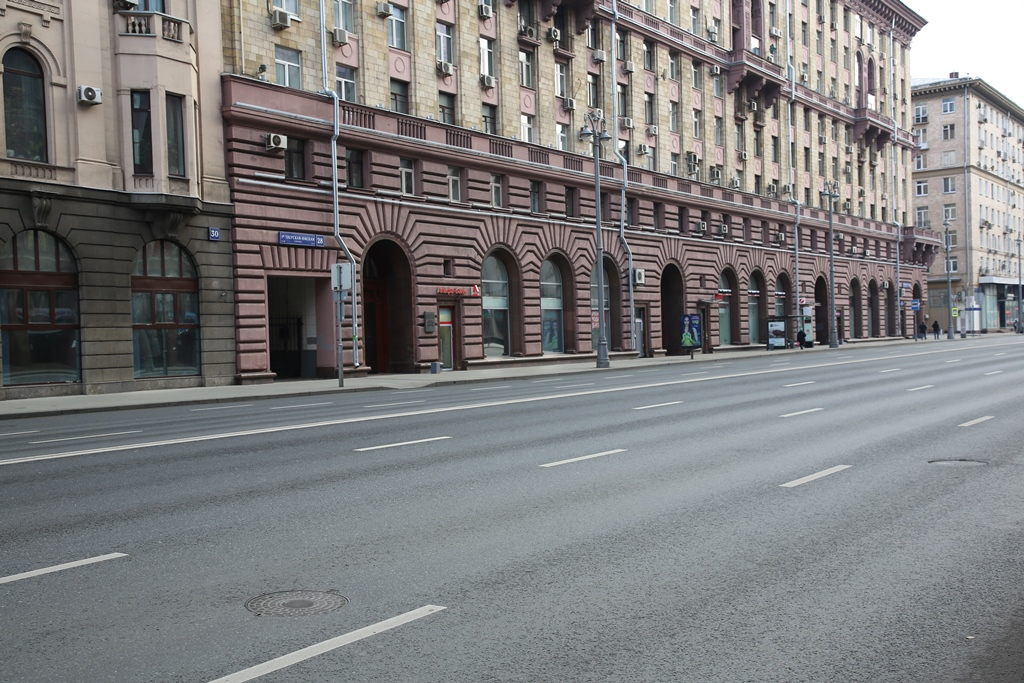
1-я Тверская-Ямская улица, дом 28

Родился 5 июля 1914 года в Нижнем Новгороде в семье рабочего. С отличием окончил техникум. Как отличник, был направлен на учёбу в Ленинградский институт живописи, скульптуры и архитектуры, куда поступил в 1935 году. Находился в Ленинграде в первый год блокады. В 1942 году окончил институт, защитив дипломный проект по теме «Общественный парк с театром».
После окончания института жил в Москве. С 1942 по 1951 год работал в архитектурной мастерской братьев Весниных. Во время Великой Отечественной войны занимался маскировкой нефтяных заводов. С 1945 года в группе С. В. Лященко занимался проектированием многоэтажных жилых домов в Москве. В 1947 году вступил в Союз архитекторов СССР. С 1951 по 1973 год работал в Моспроекте. В первой половине 1950-х годов работал в мастерской В. Г. Гельфрейха, где в составе группы А. Ф. Хрякова занимался проектированием интерьеров Библиотеки имени Ленина.
В соавторстве с И. Е. Рожиным спроектировал и построил жилой дом 56 по улице Горького с магазином «Пионер» на первом этаже (современный адрес — 1-я Тверская-Ямская улица, дом 28). После выхода в 1955 году постановления «Об устранении излишеств в проектировании и строительстве» архитекторы подверглись критике за слишком дорогую отделку фасада, на которую ушло в общей сложности 1886 тысяч рублей.
Среди других проектов В. С. Уляшова 11-этажный жилой дом на Ростовской набережной, микрорайон № 95 в Кунцеве, жилые дома на Можайском шоссе и Бережковской набережной, дом отдыха в Кучине, спортзал Московского архитектурного института.
Крупнейшей работой В. С. Уляшова стало здание МХАТ на Тверском бульваре (1972—1973; в соавторстве с архитекторами В. С. Кубасовым и А. В. Моргулисом). По утверждению авторов вышедшей в 1997 году книги «Москва: Архитектурный путеводитель», это здание «не имеет аналогов в современной архитектуре Москвы» и является свидетельством «нового этапа развития советской архитектуры, связанного с иным, чем прежде, отношением к культурной традиции». За эту работу В. С. Уляшов выдвигался на соискание Государственной премии СССР.
В дальнейшем архитектор В. С. Уляшов принимал участие в строительстве Центра международной торговли на Краснопресненской набережной, где занимался проектированием интерьеров. Под руководством Ю. П. Платонова участвовал в проектировании и строительстве здания Президиума Академии наук.
Принимал участие в конкурсе проектов памятника Н. А. Добролюбову в Ленинграде (1948; совместно со скульптором Н. И. Нисс-Гольдман), Пантеона в Москве (1954), музея Октябрьской революции в Москве (1973; в соавторстве с В. С. Кубасовым).
После выхода на пенсию работал в объединении «Союзреставрация». Занимался живописью.
Жил в Москве в построенном по его проекту доме по адресу: 1-я Тверская-Ямская улица, 28. Умер в 2003 году.